# 菅沼権之助
菅沼権之助（すがぬまごんのすけ）は江戸・元禄時代の江戸近郊中目黒村田道の名主、目黒・権之助坂を開いた人物、または地域の名士で権之助坂の名の由来になった人物といわれる。

## 概要
元禄時代の江戸近郊・中目黒村田道の名主。元は武士の出か。荷を運ぶ人が急坂の行人坂で苦労しているを気の毒に思って、緩やかな権之助坂を開いたとも、地域の貧しい百姓が重たい年貢で生活が苦しいのを気の毒に思って、幕府に年貢の軽減を嘆願したともいわれる。
刑死したが、無断で権之助坂を開いたことを幕府に咎められたとも、貧しい小作農のために年貢軽減を嘆願したことが罪に問われたともされる。年貢軽減説では、罪に問われ引き立てられる際に新坂の上から最後の別れと自分の家を望み、そのために権之助を慕う農民が新坂に権之助の名を付けたと言われる
権之助の話には異説もあり、異説では、実は名主などではなく坂を開いたわけでもなく強盗を働き処刑されたともされる。異説では罪人として引き立てられ晒された坂に名がついたとされる。しかし、権之助の墓は現在も目黒区中目黒5－6にある。強盗で刑死したのであれば当時の情勢では墓を作ることが許される可能性は低く、強盗は同名の別人で、おそらく菅沼権之助は人々のために働いて命を落とした義の人であろうとされる